# Torre Libertad
Der Torre Libertad (spanisch für Freiheits-Turm), auch Torre St. Regis Hotel genannt, ist ein im Juni 2008 eröffnetes Hochhaus in der mexikanischen Hauptstadt Mexiko-Stadt. Es beherbergt auf 32 Obergeschossen ein Hotel, Luxus-Wohnungen und auf 3 Geschossen Ladenflächen.

## Standort
Das Hochhaus steht gegenüber dem Fuente de la Diana Cazadora (spanisch für Brunnen der Jagdgöttin Diana) am Paseo de la Reforma, Ecke Avenida Río Mississippi im Stadtteil Cuauhtémoc rund 3 Kilometer westlich des Stadtzentrums. Die Station Sevilla der Linie 1 der U-Bahn Mexiko-Stadt liegt als nächste rund 500 Meter südlich des Torre Libertad an der Avenida Chapultepec.

## Geschichte
Im November 2004 starteten die Arbeiten auf dem Gelände, das zu dem Zeitpunkt ein öffentlicher Parkplatz war. Wegen der latenten Erdbebengefahr wurde das Gebäude erdbebensicher errichtet. Dazu wurden 200 Stahlbetonbohrpfähle bis zu 60 Meter tief in den Untergrund getrieben, um durch den sumpfigen Boden festes Gestein zu erreichen. Außerdem besteht die Tragstruktur aus vorgespannten Elementen und es wurden 65 Schwingungsdämpfer eingebaut, sodass der Torre Libertad theoretisch einem Erdbeben der Stärke 8,5 auf der Richterskala standhält. Um Schäden an der Glasfassade vorzubeugen, ist das Glas 2,3 Zentimeter dick und kann damit Windgeschwindigkeiten bis 160 Meilen pro Stunde, umgerechnet 257,4 Stundenkilometern, widerstehen. Anfang 2008 war der Hochbau abgeschlossen. Das Wohnhochhaus wurde dann im Juni des Jahres eröffnet, das Hotel folgte am 29. Oktober 2009 im Beisein von Präsident Felipe Calderón.
Der Torre Libertad verfügt über 15 Aufzugsanlagen, die mit bis zu 6,6 Metern pro Sekunde bewegt werden können. Zusätzlich gibt es drei druckbelüftete Nottreppenhäuser.

## Nutzung
Das Gebäude ist von Anbeginn mit gemischter Hotel- und Wohnnutzung geplant worden. In den ersten drei Geschossen sind Einzelhandelsflächen, Dienstleistungsunternehmen und Gastronomie untergebracht. Darüber befindet sich bis zur 14. Etage das Hotel der St. Regis Hotels & Resorts-Kette, die von Marriott International betrieben wird. In den Etagen 15 und 16 befindet sich der Spa-Bereich und darüber dann insgesamt 189 überwiegend luxuriös mit Marmor und anderen Edelmaterialien ausgestattete Appartements. In den obersten vier Geschossen 29 mit 32 befinden sich Luxus-Penthouse-Wohnungen. Die sieben Untergeschosse sind als Parkhaus ausgeführt und bieten insgesamt 2000 Fahrzeugen Platz.